# Britische Jungferninseln
Die Britischen Jungferninseln (englisch British Virgin Islands, offiziell nur Virgin Islands) sind ein britisches Überseegebiet in der Karibik. Sie umfassen mehr als 60 Inseln und Riffe im nordöstlichen Teil der Inselgruppe der Jungferninseln am nördlichen Ende der Inselkette der Kleinen Antillen. Die insbesondere durch Zuwanderung schnell wachsende Bevölkerung (Wanderungssaldoziffer 2012: 18,56 pro 1000 Einwohner, weltweit dritthöchster Wert) bewohnt 16 der etwa 100 km östlich von Puerto Rico gelegenen Inseln.
Der Name der Inselgruppe geht auf Christoph Kolumbus zurück, der sie im November 1493 auf seiner zweiten Reise nach Amerika sichtete und Santa Úrsula y las Once Mil Vírgenes (St. Ursula und die elftausend Jungfrauen) nannte.
Wirtschaftlich ist das Gebiet eng verknüpft mit den bevölkerungsstärkeren Amerikanischen Jungferninseln, die offizielle Währung ist daher der US-Dollar. Dominierend ist der Dienstleistungssektor, darin insbesondere die Tourismus- und die Offshore-Finanzbranche.

## Geographie

Politische Zugehörigkeit:
Spanische Jungferninseln
(zu)
(zu USA)

Das Gebiet hat eine Größe von 150 km² und besteht aus 16 bewohnten und zahlreichen unbewohnten Inseln. Die vier Hauptinseln sind Anegada, Jost Van Dyke, Tortola und Virgin Gorda. Anegada ist relativ flach, die anderen Inseln sind bergig bzw. hügelig. Der höchste Punkt des Gebiets ist der Mount Sage mit 523 m auf Tortola.
Während die Britischen Jungferninseln geographisch zu den Kleinen Antillen gezählt werden, bilden sie geologisch den östlichsten Abschnitt des Inselbogens der Großen Antillen (Greater Antilles Island Arc), der sich von Kuba bis zu den Jungferninseln erstreckt. Die meisten der Inseln sind aus kretazischen bis eozänen Vulkaniten und den daraus entstandenen Sedimentgesteinen aufgebaut. Die ältesten Gesteine finden sich im Südwesten der Inselgruppe, nach Nordosten hin nimmt das Alter der zutage tretenden Gesteine ab. Das östliche Ende von Tortola mit Beef Island, Virgin Gorda sowie die dazwischen liegenden kleineren Inseln bestehen hauptsächlich aus Gesteinen des Virgin-Islands-Batholithen (auch als Virgin-Gorda-Batholith bezeichnet), eines vor 35 bis 39 Millionen Jahren im Zusammenhang mit Subduktionsprozessen entstandenen, durch tektonische Vorgänge gehobenen und durch Erosion freigelegten Tiefengesteinskörpers. Gänzlich verschieden von allen anderen Inseln des Archipels ist Anegada, die nordöstlichste und bei weitem jüngste der Jungferninseln. Sie entstand vor etwa 130.000 Jahren als Teil eines großen Riffsystems und ist aus Riffkalken und jungen Sedimenten aufgebaut.
Das Klima ist tropisch und feucht, die Temperaturen sind durch Winde gemäßigt. Hurrikane und tropische Stürme gibt es von Juli bis Oktober. Die natürlichen Süßwasservorkommen sind begrenzt. Abgesehen von einigen Quellen und periodischen Wasserläufen auf Tortola, die im Sommer austrocknen, beruht die Wasserversorgung der Inseln auf Brunnen und Regenwasserzisternen.

### Inselliste
Alphabetisch vorsortierte Liste der zu den Britischen Jungferninseln gehörenden Inseln
Die Sortierung nach Koordinaten erfolgt in Ost-West-Richtung
| Inselname            | Koordinaten                       | Fläche km² | Einwohner 2010 | Anmerkung                                                   |
| -------------------- | --------------------------------- | ---------- | -------------- | ----------------------------------------------------------- |
| Anegada              | 18° 44′ 00,0″ N, 064° 20′ 00,0″ W | 39,32      | 285            |                                                             |
| Beef Island          | 18° 26′ 31,0″ N, 064° 31′ 50,0″ W | k. A.      | k. A. *)       |                                                             |
| Bellamy Cay          | 18° 26′ 54,0″ N, 064° 31′ 58,0″ W | k. A.      | k. A. *)       |                                                             |
| Broken Jerusalem     | 18° 24′ 30,0″ N, 064° 27′ 18,0″ W | k. A.      | unbewohnt      | besteht aus drei Gruppen von Felseilanden                   |
| Buck Island          | 18° 25′ 26,0″ N, 064° 33′ 29,0″ W | 0,18       | k. A. *)       | Privatbesitz                                                |
| Carrot Rock          | 18° 19′ 35,0″ N, 064° 34′ 14,0″ W | 0,01       | unbewohnt      |                                                             |
| Carval Rock          | 18° 22′ 22,0″ N, 064° 29′ 18,0″ W | k. A.      | unbewohnt      |                                                             |
| Cockroach Island     | 18° 29′ 41,0″ N, 064° 27′ 49,0″ W | 0,02       | unbewohnt      | gehört zur Inselgruppe Dog Islands                          |
| Cooper Island        | 18° 22′ 40,0″ N, 064° 30′ 35,0″ W | 1,37       | 26             |                                                             |
| Dead Chest Island    | 18° 21′ 57,0″ N, 064° 33′ 48,0″ W | 0,14       | unbewohnt      | Nationalpark                                                |
| Diamond Cay          | 18° 26′ 55,0″ N, 064° 43′ 28,0″ W | 0,01       | unbewohnt      | bei Niedrigwasser mit Jost Van Dyke verbunden; Nationalpark |
| East Seal Dog Island | 18° 30′ 25,0″ N, 064° 25′ 57,0″ W | 0,01       | unbewohnt      | gehört zur Inselgruppe Seal Dog Islands                     |
| Eustatia Island      | 18° 30′ 36,0″ N, 064° 21′ 30,0″ W | 0,11       | k. A. *)       | Privatbesitz                                                |
| Fallen Jerusalem     | 18° 25′ 00,0″ N, 064° 27′ 05,0″ W | 0,20       | unbewohnt      | Nationalpark                                                |
| Frenchman’s Cay      | 18° 22′ 59,0″ N, 064° 42′ 00,0″ W | 0,59       | k. A. *)       |                                                             |
| George Dog Island    | 18° 29′ 34,0″ N, 064° 27′ 26,0″ W | 0,18       | unbewohnt      | gehört zur Inselgruppe Dog Islands                          |
| Ginger Island        | 18° 23′ 20,0″ N, 064° 28′ 40,0″ W | 1,05       | unbewohnt      | Privatbesitz                                                |
| Great Camanoe        | 18° 28′ 30,0″ N, 064° 31′ 55,0″ W | 3,42       | 6              |                                                             |
| Great Dog Island     | 18° 28′ 58,0″ N, 064° 27′ 29,0″ W | 0,40       | unbewohnt      | gehört zur Inselgruppe Dog Islands                          |
| Great Thatch Island  | 18° 23′ 10,0″ N, 064° 44′ 20,0″ W | 1,14       | unbewohnt      | ehemals besiedelt; jetzt Nationalpark                       |
| Great Tobago         | 18° 26′ 45,0″ N, 064° 49′ 30,0″ W | 0,86       | unbewohnt      | Nationalpark                                                |
| Green Cay            | 18° 27′ 13,0″ N, 064° 42′ 31,0″ W | 0,06       | unbewohnt      |                                                             |
| Guana Island         | 18° 28′ 30,0″ N, 064° 34′ 15,0″ W | 2,97       | k. A. *)       | Privatbesitz                                                |
| The Indians          | 18° 19′ 55,0″ N, 064° 37′ 44,0″ W | k. A.      | unbewohnt      | Gruppe von Felseilanden                                     |
| Jost Van Dyke        | 18° 27′ 00,0″ N, 064° 44′ 30,0″ W | 8,34       | 298            |                                                             |
| Key Cay              | 18° 20′ 41,0″ N, 064° 35′ 45,0″ W | k. A.      | unbewohnt      |                                                             |
| Little Camanoe       | 18° 27′ 31,0″ N, 064° 32′ 34,0″ W | 0,17       | unbewohnt      |                                                             |
| Little Carvel Rock   | 18° 22′ 48,0″ N, 064° 31′ 00,0″ W | k. A.      | unbewohnt      |                                                             |
| Little Cay           | 18° 26′ 23,0″ N, 064° 32′ 19,0″ W | k. A.      | unbewohnt      |                                                             |
| Little Jost Van Dyke | 18° 27′ 13,0″ N, 064° 43′ 15,0″ W | 0,63       | k. A. *)       |                                                             |
| Little Thatch        | 18° 22′ 53,0″ N, 064° 42′ 58,0″ W | 0,22       | k. A. *)       | Privatbesitz                                                |
| Little Tobago        | 18° 25′ 45,0″ N, 064° 50′ 50,0″ W | 0,21       | unbewohnt      | Nationalpark                                                |
| Little Wickhams Cay  | 18° 25′ 33,0″ N, 064° 37′ 04,0″ W | k. A.      | unbewohnt      |                                                             |
| Marina Cay           | 18° 27′ 40,0″ N, 064° 31′ 31,0″ W | 0,02       | k. A. *)       |                                                             |
| Mosquito Island      | 18° 30′ 38,0″ N, 064° 23′ 38,0″ W | 0,51       | k. A. *)       | Privatbesitz                                                |
| Nanny Cay            | 18° 24′ 00,0″ N, 064° 38′ 00,0″ W | k. A.      | k. A. *)       |                                                             |
| Necker Island        | 18° 31′ 38,0″ N, 064° 21′ 29,0″ W | 0,29       | k. A. *)       | Privatbesitz                                                |
| Norman Island        | 18° 19′ 00,0″ N, 064° 36′ 40,0″ W | 2,52       | k. A. *)       | Privatbesitz                                                |
| Pelican Cay          | 18° 27′ 32,0″ N, 064° 43′ 14,0″ W | 0,03       | unbewohnt      | mit Little Jost Van Dyke verbunden                          |
| Pelican Island       | 18° 19′ 57,0″ N, 064° 37′ 32,0″ W | 0,04       | unbewohnt      |                                                             |
| Peter Island         | 18° 21′ 12,0″ N, 064° 34′ 30,0″ W | 4,30       | k. A. *)       | Privatbesitz                                                |
| Prickly Pear Island  | 18° 30′ 20,0″ N, 064° 22′ 00,0″ W | 0,69       | k. A. *)       | Nationalpark                                                |
| Round Rock           | 18° 23′ 55,0″ N, 064° 27′ 27,0″ W | 0,66       | unbewohnt      |                                                             |
| Saba Rock            | 18° 30′ 11,0″ N, 064° 21′ 28,0″ W | 0,01       | k. A. *)       |                                                             |
| Salt Island          | 18° 22′ 12,0″ N, 064° 31′ 36,0″ W | 0,77       | unbewohnt      | bis 2004 bewohnt                                            |
| Sandy Cay            | 18° 26′ 10,0″ N, 064° 42′ 35,0″ W | 0,05       | unbewohnt      | Nationalpark                                                |
| Sandy Spit           | 18° 27′ 00,0″ N, 064° 42′ 31,0″ W | k. A.      | unbewohnt      | Nationalpark                                                |
| Scrub Island         | 18° 28′ 04,0″ N, 064° 30′ 45,0″ W | 0,96       | k. A. *)       |                                                             |
| Tortola              | 18° 26′ 00,0″ N, 064° 38′ 00,0″ W | 55,72      | 23.419         |                                                             |
| Virgin Gorda         | 18° 28′ 40,0″ N, 064° 24′ 20,0″ W | 21,90      | 3.930          |                                                             |
| Watson Rock          | 18° 26′ 21,0″ N, 064° 50′ 01,0″ W | 0,01       | unbewohnt      | auch Cable Rock genannt; Nationalpark                       |
| West Dog Island      | 18° 28′ 59,0″ N, 064° 28′ 21,0″ W | 0,11       | unbewohnt      | gehört zur Inselgruppe Dog Islands; Nationalpark            |
| West Seal Dog Island | 18° 30′ 25,0″ N, 064° 26′ 05,0″ W | 0,02       | unbewohnt      | gehört zur Inselgruppe Seal Dog Islands                     |

## Bevölkerung
Die Britischen Jungferninseln haben 28.054 Einwohner (Stand 2010). Die Mehrheit der Bevölkerung ist ganz oder zum Teil afrikanischer Abstammung. 17,6 % sind Methodisten, 10,4 % Mitglieder der Gemeinde Gottes, 9,5 % Anglikaner (Episcopal Diocese of the Virgin Islands), 9 % Adventisten des siebenten Tages, 8,9 % Katholiken (Diözese St. John’s-Basseterre), 8,2 % Pfingstler, 7,4 % Baptisten, 6,9 % gehören der New Testament Church of God an, 2,5 % sind Zeugen Jehovas, 1,9 % Hindus, 17,7 % bekennen sich zu einer anderen oder keiner Religion (alle Zahlen von 2010).

## Geschichte
Im 1. Jahrhundert v. Chr. besiedelten Arawak die Inseln, wurden aber im 15. Jahrhundert von Kariben unterworfen. 1493 entdeckte Christoph Kolumbus die Jungferninseln für die Europäer.
Bis zum Beginn des 17. Jahrhunderts wurden die Inseln zwar mehrfach von spanischen und englischen Schiffen auf deren Expeditionen nach Süd- und Mittelamerika besucht, eine Kolonisierung unterblieb aber zunächst. Erst 1615 erscheint in spanischen Aufzeichnungen eine dauerhafte Siedlung des holländischen Freibeuters Joost van Dyk auf Tortola. Bald darauf erkannte die Niederländische Westindien-Kompanie die strategische Bedeutung der Jungferninseln. Durch holländische Siedler wurden in der Folgezeit mehrere Schanzen und kleine Forts errichtet; es kam zu zahlreichen kriegerischen Auseinandersetzungen mit spanischen Truppen.
Nach dem Ausbruch des Dritten Englisch-Niederländischen Krieges wurde das Gebiet 1672 von England annektiert und in die Kolonie der British Leeward Islands eingegliedert. Die Briten legten Plantagen zum Anbau von Zuckerrohr an, wofür sie eine wachsende Anzahl aus Afrika deportierter Sklaven benötigten. In der Mitte des 18. Jahrhunderts gab es hier bereits über 6000 Sklaven. Heute sind daher rund 75 % der Bevölkerung schwarzafrikanischer Abstammung. Zu Beginn des 19. Jahrhunderts kam es zu mehreren Sklavenaufständen; 1834 wurde die Sklaverei offiziell abgeschafft.
Die 1871 gegründete Leeward Islands Federation wurde 1956 aufgelöst. Die Britischen Jungferninseln bildeten ab 1960 eine eigene Kronkolonie und erlangten mit der Verfassung von 1967 eine stärkere innere Autonomie. Seit 1946 steht das Territorium auf der UN-Liste der Hoheitsgebiete ohne Selbstregierung.

## Flagge
Auf der Flagge der Britischen Jungferninseln ist die heilige Ursula abgebildet, umgeben von elf Lampen, die für je 1000 der 11.000 Jungfrauen stehen, die der Legende nach mit der heiligen Ursula zu Tode gequält wurden. Die Flagge wurde am 15. November 1960 in der heutigen Form angenommen. Die heilige Ursula mit den elf Lampen wurde auf den Hintergrund der Flagge des Vereinigten Königreiches gesetzt.

## Politik
Die Britischen Jungferninseln sind assoziiertes Mitglied der Karibischen Gemeinschaft und der Organisation Ostkaribischer Staaten. Sie gehören zu den Trägern der University of the West Indies.
Die oberste exekutive Autorität der Britischen Jungferninseln hat König Charles III. inne. In dieser Funktion wird er vom Gouverneur vertreten, der von ihm auf Vorschlag der britischen Regierung ernannt wird. Für die Außen- und Verteidigungspolitik ist das Vereinigte Königreich zuständig.
Die Verfassung der Inselgruppe wurde zuletzt 2007 neu erlassen. Regierungschef ist der Premier, bis 2007 Chief Minister, der zusammen mit den vier anderen Regierungsmitgliedern aus den Mitgliedern des Legislativrates vom Gouverneur ernannt wird. Der Legislativrat (House of Assembly) besteht aus 13 vom Volk gewählten Abgeordneten, dem Speaker sowie dem nicht stimmberechtigten Attorney General.
Seit dem 29. Januar 2021 hat John Rankin das Amt des Gouverneurs inne. Premier Orlando Smith von der National Democratic Party (NDP) wurde 2019 von Andrew Fahie von der Virgin Islands Party (VIP) abgelöst, der Ende April 2022 in den USA von der Drug Enforcement Administration wegen des Verdachts auf Drogenhandel verhaftet wurde. Mit ihm wurde auch die Leiterin der Hafenbehörde des britischen Überseegebiets in der Karibik, Oleanvine Maynard, verhaftet. Beide wollten demnach am Opa-locka Executive Airport ein Flugzeug in Augenschein nehmen, an dessen Bord sich 700.000 Dollar Bestechungsgeld befanden und im Gegenzug bei Kokaintransporten durch ihr Territorium "ein Auge zudrücken". Beide hatten angeblich zugestimmt, Geld von verdeckten Ermittlern anzunehmen, die sich als mexikanische Drogenhändler ausgaben, berichtete die Lokalzeitung »Miami Herald«.

## Wirtschaft

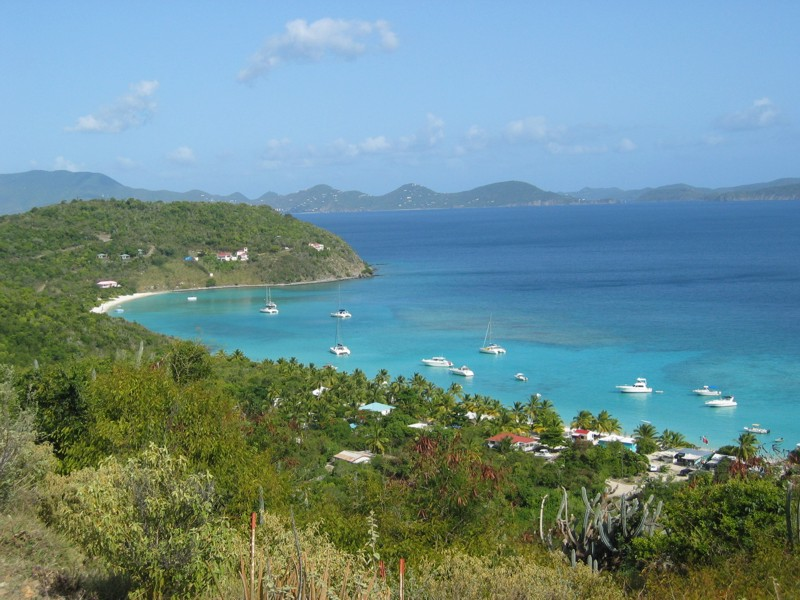
White Bay der Insel Jost Van Dyke

Die Wirtschaft, eine der stabilsten und florierendsten in der Karibik, ist überwiegend vom Tourismus abhängig. Der direkte Beitrag des Tourismus zum Bruttoinlandsprodukt lag 2016 bei etwa 34 %; der Gesamtbeitrag zur Wirtschaftskraft des Landes, der auch die indirekten Auswirkungen auf andere Wirtschaftszweige berücksichtigt, übersteigt 95 %.
Von vergleichsweise untergeordneter Bedeutung ist die Landwirtschaft, deren Hauptaktivität in der Viehzucht liegt. Die schlechte Bodenqualität ermöglicht nur eine begrenzte Versorgung der heimischen Bevölkerung.
Das Bruttoinlandsprodukt lag 2016 nominal bei etwa 1286 Mio. US-Dollar.
Die Wirtschaft ist eng an die der Amerikanischen Jungferninseln gebunden. Seit 1959 ist der US-Dollar die offizielle Währung.

### Tourismus
Circa 825.000 Touristen, darunter mehr als 440.000 Kreuzfahrtpassagiere hauptsächlich aus den USA, besuchten 2006 die Inseln. Haupteinnahmequelle der örtlichen Tourismusindustrie ist das Verchartern von Yachten.
Die Zahl der Kreuzfahrtpassagiere nahm in den letzten Jahren deutlich zu. Der bisherige Höhepunkt wurde 2016 erreicht, mit 699.000 Kreuzfahrtpassagieren. In den beiden folgenden Jahren ging diese Zahl deutlich zurück, was durch die negativen Auswirkungen des Hurrikans Irma im September 2017 begründet ist. In der Folge betrug die Zahl der Kreuzfahrtpassagiere 2018 nur noch 201.000. Im Jahr 2019 lag die Zahl der Kreuzfahrtpassagieren dann wieder bei 575.000, bevor die Jahre 2020 und 2021 in Folge der COVID-19-Pandemie zu einem erneuten Rückgang führten.
| [ 23 ]               | 2015    | 2016    | 2017    | 2018    | 2019    | 2020    |
| -------------------- | ------- | ------- | ------- | ------- | ------- | ------- |
| Kreuzfahrtpassagiere | 516.000 | 699.000 | 410.000 | 201.000 | 575.000 | 219.000 |

### Steueroase
Seit Mitte der 1980er Jahre bietet die Regierung Unternehmen die Möglichkeit, auf den Inseln mit einer Briefkastenfirma ansässig zu sein. Die Gebühren für die Gründung solcher Gesellschaften machen inzwischen mehr als 50 % der Staatseinnahmen aus. Sie beginnen bei 1.750 US-Dollar. Am 30. Juni 2023 hatten laut Statistik der Insel-Behörde 366.050 Firmen ihren Sitz an der weltweit beworbenen Offshore-Adresse, ein leichter Rückgang gegenüber den vorherigen Quartalen. Im zweiten Quartal 2023 waren demnach 4.518 neue Firmen eingetragen worden. 
In einer Rangliste der wichtigsten Finanzzentren weltweit belegten die Britischen Jungferninseln Platz 60 (Stand: März 2018).
Im Januar 2021 beantragte der amtierende Gouverneur Gus Jaspert beim Foreign, Commonwealth and Development Office eine Untersuchung der Regierungsgeschäfte. Formeller Anlass war der Missbrauch von COVID-Stimulus-Geldern. Die Vorwürfe der Kommission beinhalten Kokainschmuggel (aus den Amerikanischen Jungferninseln), Korruption und Vetternwirtschaft.

## Infrastruktur
Das Straßennetz umfasst 200 km befestigte Straßen (Stand 2007), es herrscht Linksverkehr. In Road Town gibt es einen Hafen.
Zwischen den größeren Inseln verkehren zahlreiche Personenfähren und Wassertaxis. Von Tortola, Virgin Gorda und Jost van Dyke aus gibt es regelmäßige Fährverbindungen zu Zielen auf den zu den Amerikanischen Jungferninseln gehörenden Inseln Saint Thomas und Saint John.
Auf dem Gebiet der Britischen Jungferninseln gibt es fünf Flughäfen: Auguste George Airport auf der Insel Anegada (IATA-Flughafencode: NGD), Terrance B. Lettsome International Airport auf der Insel Beef Island (EIS), Virgin Gorda Airport auf der Insel Virgin Gorda (VIJ) sowie die beiden Wasserflugplätze North Sound Water Aerodrome nördlich der Insel Virgin Gorda (NSX) und West End Seaplane Base nördlich der Insel Tortola (TOV).

## Kultur

### Sport
Cricket war einst die beliebteste Sportart auf den Britischen Jungferninseln, wurde aber inzwischen von den US-amerikanischen Sportarten American Football, Basketball und Baseball überflügelt. Die Britischen Jungferninseln sind eines der Gebiete, die mit anderen Karibikstaaten das West Indies Cricket Team bilden, eine der „Nationalmannschaften“ im internationalen Cricket mit Teststatus, der angesehensten Form dieses Sports. Das West Indies Cricket Team nahm an beinahe jedem Cricket World Cup teil, gewann die ersten beiden Austragungen 1975 und 1979 und verpasste lediglich das Turnier 2023. Außerdem gewann es den Men’s T20 World Cup zweimal (2012 und 2016) sowie je einmal die Champions Trophy (2004) und die U19-Cricket-Weltmeisterschaft (2016).

### Feiertage
| Datum                 | Name                                     | Deutscher Name                                                               | Anmerkungen |
| --------------------- | ---------------------------------------- | ---------------------------------------------------------------------------- | --- |
| 1. Januar             | New Years Day                            | Neujahr                                                                      | |
| 7. März               | H. Lavity Stoutt’s Birthday              | Geburtstag von Hamilton Lavity Stoutt                                        | Minister von 1957 bis 1995                                                                                     |
| 2. Montag im März     | Commonwealth Day                         | Commonwealth-Tag                                                             | seit 2021 kein offizieller Feiertag mehr                                                                       |
| März/April            | Good Friday und Easter Monday            | Karfreitag und Ostermontag                                                   | Ostern |
| Mai/Juni              | Whit Monday                              | Pfingstmontag                                                                | |
| 2. Freitag im Juni    | Sovereign’s Birthday                     | Feier zum Geburtstag des regierenden Souveräns                               | bis 2018 am 2. Samstag im Juni; manchmal Abweichungen wie z. B. zum 90. Geburtstag von Elisabeth II.           |
| 1. Juli               | Virgin Islands Day                       | Fest des Territoriums                                                        | existiert seit 1956, zuerst als Colony Day, 1978 umbenannt in Territory Day, seit 2021 derzeitiger Name        |
| August                | Emancipation Holidays                    | Festival (drei Tage)                                                         | der erste Montag – Mittwoch im August zur Befreiung von der Sklaverei 1834; bis 2020 Festival Holidays genannt |
| 21. Oktober           | St. Ursula’s Day                         | Fest der Heiligen Ursula                                                     | seit 2021 kein offizieller Feiertag mehr                                                                       |
| 3. Montag im Oktober  | Heroes and Foreparents’ Day              | Tag der Helden und Vorfahren                                                 | ersetzt seit 2021 den St. Ursula’s Day, sollte ursprünglich Heroes and Forefathers Day heißen                  |
| 4. Montag im November | The 1949 Great March and Restoration Day | Tag des großen Marsches von 1949 und der Wiedereinsetzung des Legislativrats | existiert seit 2021                                                                                            |
| 25. und 26. Dezember  | Christmas Day und Boxing Day             | Weihnachten                                                                  | |

Fallen Feiertage mit festem Datum (wie z. B. der erste und zweite Weihnachtsfeiertag) auf ein Wochenende, so wird der Feiertag in der Regel am nächstfolgenden Arbeitstag nachgeholt. Der Tag der Jungferninseln oder der Jahrestag des Geburtstags von Hamilton Lavity Stoutt wurden jedoch seit einiger Zeit immer auf den ersten Montag des jeweiligen Monats verschoben, sollte der eigentliche Tag nicht schon ein Montag sein.